# Chiesa di Santa Maria in Cielo Assunta
La chiesa di Santa Maria in Cielo Assunta è la chiesa madre di Savoca.
Come riportato dall'evidente incisione su una pietra angolare, il campanile della Matrice di Savoca venne edificato a partire dall'anno 1555, inizialmente su tre ordini, con un'architettura tipicamente siculo-rinascimentale e manierista. 
Nel 1641, su iniziativa dell'Arciprete pro tempore, Sac. don Nicola Moschella e a spese dei Giurati Salvo Cuglituri, Antonio Vinci, Giovan Domenico Cuglituri e del Sindaco di Savoca Antonio Crisafulli, venne posizionata, all'interno dell'ordine sommitale della torre, una grande campana bronzea, detta in siciliano "lu Campanuni", realizzata a Tortorici da mastro Gregorio Zumbo. Fu probabilmente nello stesso periodo che il campanile venne dotato di un mirabile orologio ad una lancetta (per le sole ore) che aveva la particolare e molto rara caratteristica di ruotare in senso antiorario. Esso funzionava secondo il metodo dell'Ora italica e, in base a recenti studi, è unico in Sicilia e nel Meridione d'Italia: altri soli 5 esemplari sono presenti in Lombardia, Veneto, Toscana e Marche.
Dopo essere stato lesionato dal terremoto del 1693, il campanile venne restaurato e, nel 1736, fu sopraelevato mediante costruzione di un quarto ordine e di una pregevole e caratteristica guglia a cipolla sullo stile di altre simili progettate dal noto architetto messinese Filippo Juvarra. Detta sopraelevazione scaturiva dall'esigenza di rendere più percepibili e a distanze sempre maggiori, i rintocchi delle campane che scandivano il succedersi delle ore regolando la vita lavorativa dei savocesi.  L'orologio antiorario di Savoca smise di funzionare non molto dopo il 1875, di esso rimane solo il pregevole grande quadrante lapideo che fa mostra di sé in cima alla vetusta torre campanaria. Degli ingranaggi meccanici, che nel corso dei secoli venivano regolati e manutenuti da persone esperte all'uopo preposte, non rimane più nulla. Il campanile subì ancora gravi danni a causa del terremoto del 1908, che richiesero la demolizione dell'ordine sommitale settecentesco e della caratteristica guglia a cipolla, riportando il manufatto all'altezza che aveva prima del 1736.
Notizie tratte da: 
- Annamaria Brancato, L'orologio antiorario della Cattedrale di Savoca. Armando Siciliano Editore. Messina. 2016.

## Storia

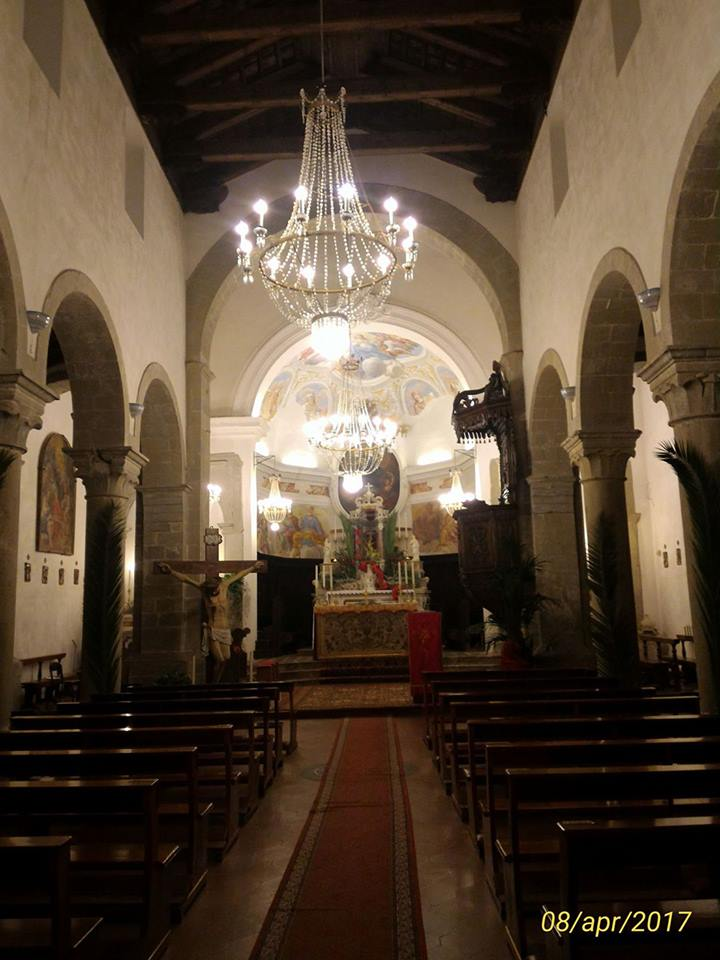
Navata centrale e altare maggiore

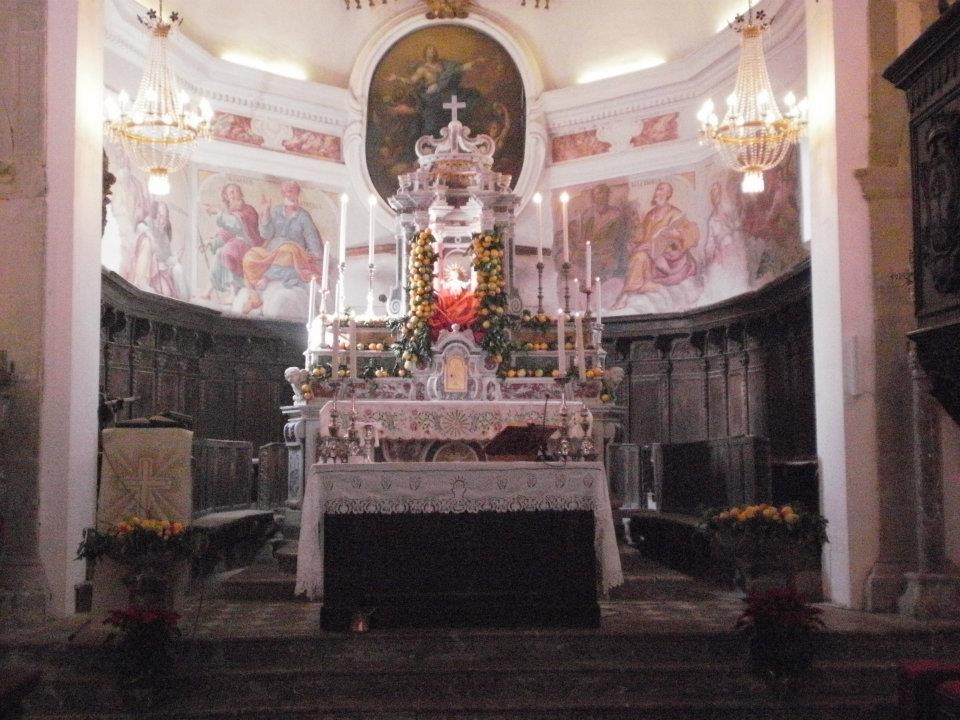
Altare Maggiore del 1795 ed abside affrescata

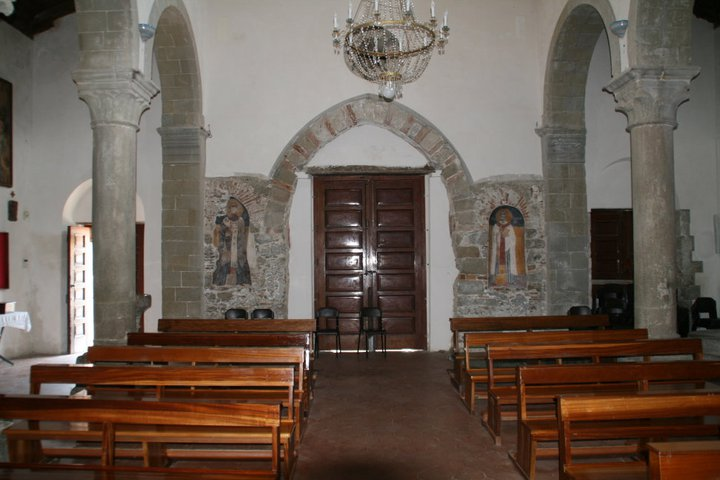
Controfacciata ed affreschi del XII secolo

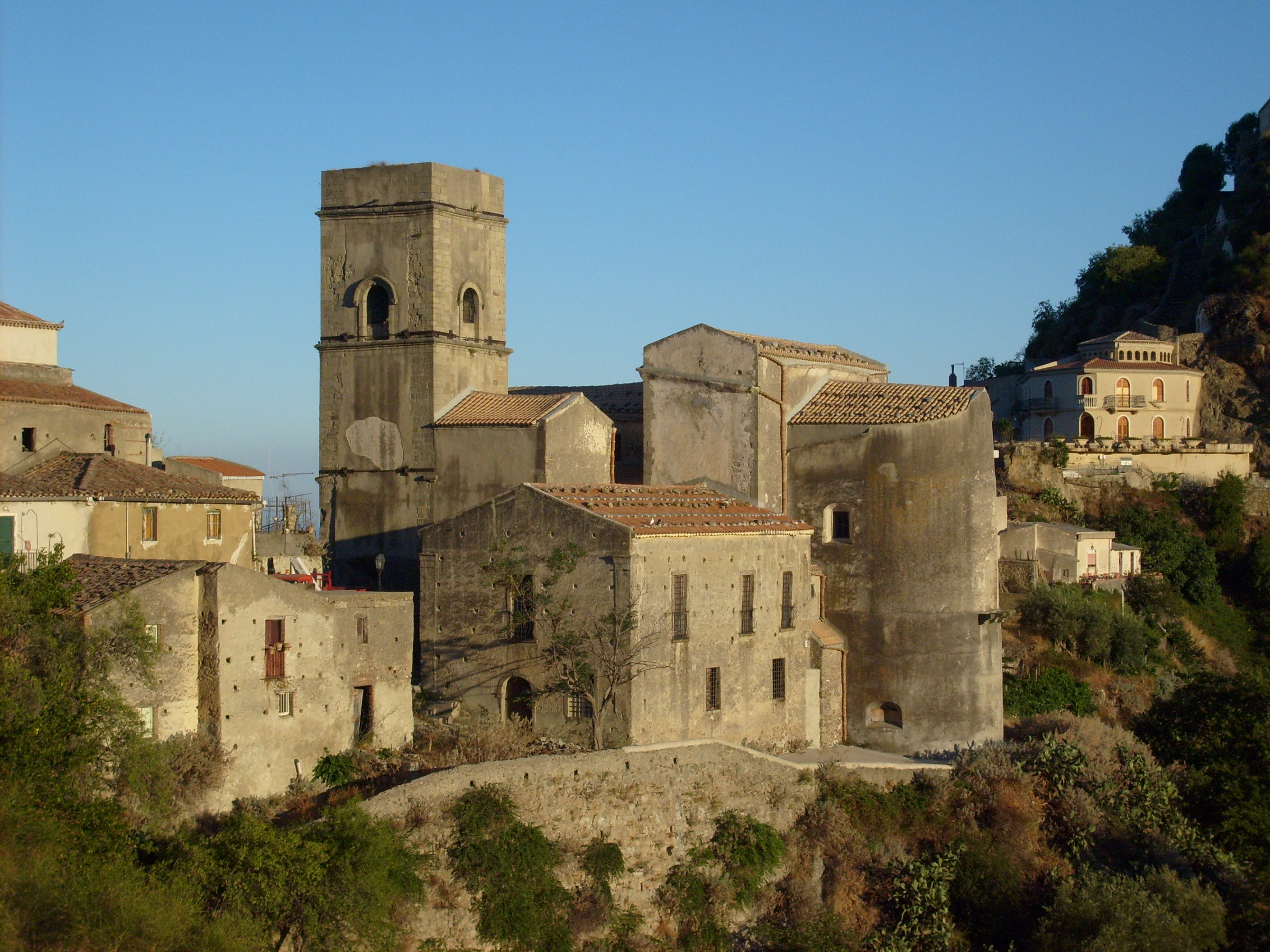
La chiesa al centro dell'antico quartiere Pentefur. Si noti, al centro della foto, il possente edificio settecentesco della canonica.

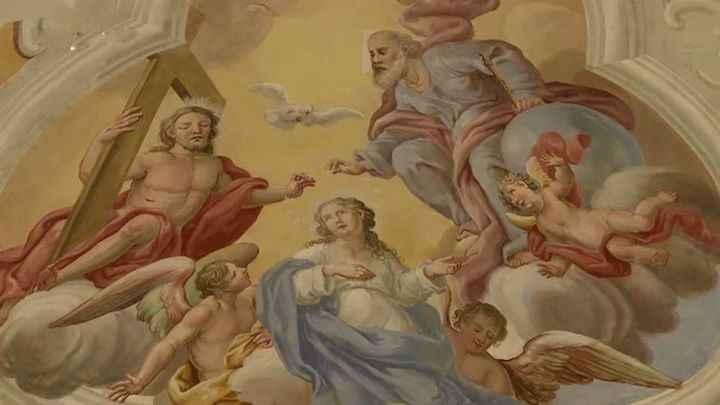
Assunzione della Santa Vergine al Cielo, particolare dell'affresco del XVI secolo

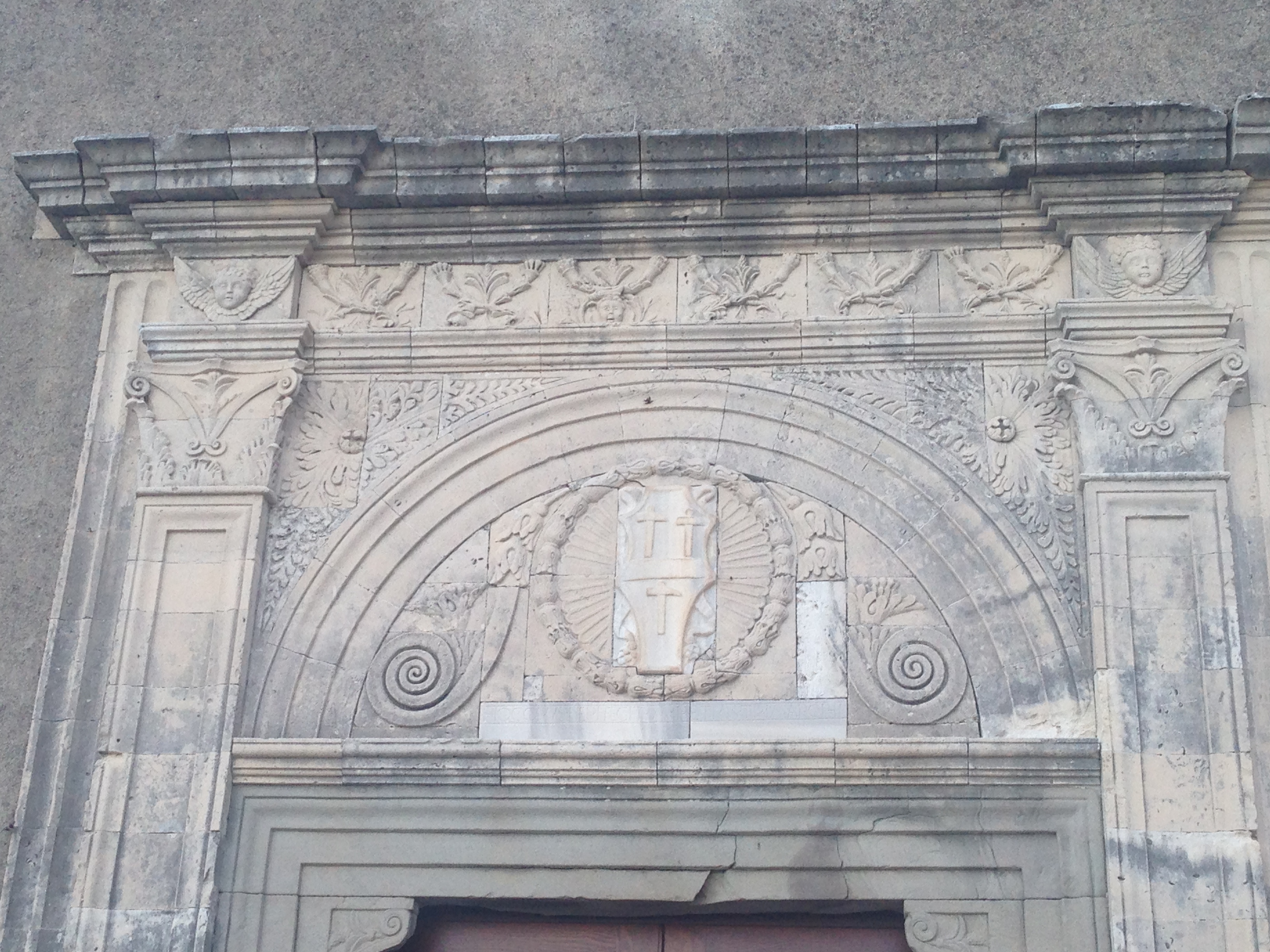
Particolare del portale d'ingresso principale e stemma della famiglia Trimarchi (XV secolo)

Secondo consolidate fonti storiche, la chiesa venne eretta verso il 1130 su una preesistente struttura di incerta origine, durante il regno del Re Ruggero II di Sicilia, il monarca avrebbe personalmente contribuito alle spese di edificazione .
Tuttavia, secondo un recente parere di alcuni esperti, la chiesa venne costruita nei primi anni del IX secolo, pochi decenni prima della conquista islamica della Sicilia, ciò sembrerebbe desumersi dall'epigrafe di un'antica pietra su cui si distinguerebbero tre numeri: 802, ad ogni modo, non è al momento possibile dare certezze sull'attendibilità di questa retro-datazione .
Tra la fine del XV secolo e l'inizio del successivo, venne ristrutturata ad opera di messer Pietro Trimarchi (1465-1534), facoltoso architetto savocese, con tale intervento si invertì l'orientamento del tempio (la struttura originaria era con le absidi rivolte verso Est, adesso sono rivolte verso Ovest) si edificarono le attuali abside e facciata e si realizzarono, ai lati del tempio, due ampie cappelle; si diede quindi alla chiesa madre una struttura tipicamente siculo-rinascimentale, abbandonando il preesistente stile siculo-normanno. A memoria di tale posticcio rifacimento, il portale centrale reca la seguente iscrizione marmorea: HOC OPUS M. PETRUS TRIMARCHI FIERI FECIT.
Tra il 1555 ed il 1736 venne edificato il campanile, sul quale vedasi approfondimento.
Negli anni' 50 del Settecento, alla destra dell'edificio sacro, venne edificato, a spese dell'allora arciprete della città di Savoca, don Giuseppe Nicòtina (1715-1795), il palazzotto a due elevazioni della canonica, che, al piano primo è da sempre adibito a sagrestia e al piano terra ospitò la sede del Monte frumentario, istituito nel 1758 col capitale di onze 100 donate per testamento dal sacerdote savocese don Vincenzo Giannetto. All'interno del primo piano di detto edificio erano custodite ed esposte opere pittoriche di grande pregio, oggi quasi interamente perdute.
In questo importante edificio di culto celebravano ben dodici sacerdoti ed è stato, per secoli, sede periferica dell'archimandrita di Messina e sede di arcipretura dalla quale dipendevano tutte le chiese delle frazioni e dei comuni contigui.
Il terremoto del 1908 causò alcuni danni come il crollo di parte del tetto e della caratteristica cuspide del campanile. La chiesa, proclamata monumento nazionale nel 1910, venne riparata dai danni del terremoto nel 1911.
Oggi il territorio parrocchiale della chiesa madre di Savoca comprende, oltre al centro storico, le frazioni di Cucco, Santa domenica, Romissa, Mancusa e Rogani.

## Descrizione
La facciata a doppio spiovente presenta il portale centrale, di impostazione siculo-rinascimentale, spinto verso l'alto da paraste laterali che guidano lo sguardo verso il rosone in pietra a cinque bracci (che non trova eguali in nessuna chiesa del Messinese) opera di maestranze locali, scultori e scalpellini che diedero prova della loro notevole abilità, operando ai limiti della capacità di resistenza dei materiali lavorati. La chiesa è a tre navate, divise tra loro da colonne monolitiche, sormontate da pregevoli capitelli romanici.

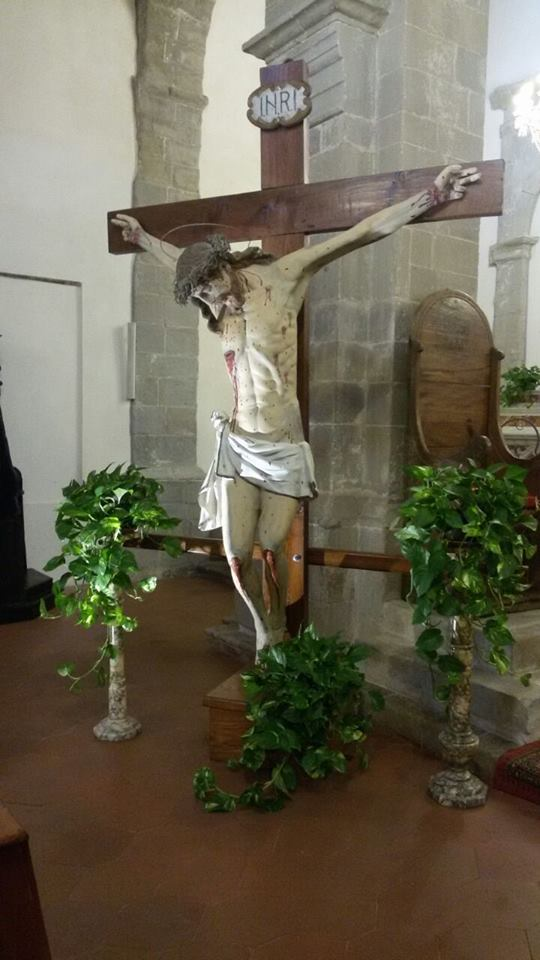
Crocifisso seicentesco e cattedra dell'archimandrita

Al suo interno sono presenti antiche opere di indubbio valore storico e artistico. 
Nel 2002, in occasione di lavori di restauro, vennero casualmente scoperti due affreschi murali del XII secolo di sapore squisitamente siculo-normanno, raffiguranti San Giovanni Crisostomo e San Basilio Magno. Ancora visibile, all'altare maggiore, l'antica cattedra lignea dell'archimandrita di Messina e pregevole risulta il quattrocentesco soffitto ligneo a capriate; degni di nota gli affreschi cinquecenteschi, che adornano le pareti ed il catino dell'abside, raffiguranti l'Assunzione di Maria Vergine al Cielo (nel catino) e i Dodici Apostoli, nelle pareti. Caratteristico risulta il pulpito ligneo barocco.
La chiesa, oltre all'Altare maggiore in marmo pregiato, del 1795, posto al centro dell'abside, è dotata di altri sei altari marmorei: 
a destra dell'abside, il rinascimentale altare dedicato al Santissimo Crocifisso, dotato di antica croce lignea seicentesca e paliotto in marmo raffigurante San Nicola di Bari; a sinistra dell'abside si trovano l'altare e la statua dedicati alla Madonna del Fervore entrambi del XVI secolo. 
Alle pareti laterali della navata si trovano: a destra, il cinquecentesco altare di San Giuseppe e a sinistra l'altare in stile barocco siciliano dedicato a Santa Rita da Cascia, con antica pala raffigurante la Santa che benedice Savoca e la sua chiesa matrice. Si ammirano infine, un quadro raffigurante la pietà ed una grande tela che riproduce la Sacra Famiglia, entrambi risalenti al secolo XVII e restaurati nel XX secolo a spese di tre cittadini savocesi.
Come già detto, la chiesa è dotata di due ampie cappelle laterali, risalenti al grande restauro operato ai primi del XVI secolo da Pietro Trimarchi. La cappella di destra, dotata di pregevole altare barocco siciliano è dedicata al Santissimo Sacramento e venne realizzata a spese della potente famiglia savocese dei Trimarchi; quella di sinistra (che immette nella sagrestia) è, dal 2002, dedicata Madonna di Fátima, su detto altare è posizionato un grande complesso statuario benedetto da Papa Giovanni Paolo II.
Nella sottostante cripta, ubicata sotto l'abside, è presente il Putridarium ove, nei secoli passati, si procedeva alla mummificazione delle salme dei notabili del paese.
Nella zona del portale centrale di ingresso, recentemente, sono venute alla luce tracce dell'antica pavimentazione risalente al XII secolo.

## Chiese filiali
- Chiesa di San Nicolò e Santa Lucia, quartiere San Michele.
- Chiesa di San Michele, quartiere San Michele.
- Chiesa del Calvario, quartiere San Giovanni (sconsacrata)
- Chiesa di San Francesco d'Assisi ai Cappuccini, quartiere Cappuccini.
- chiesa di Sant'Antonio da Padova all'Immacolata, quartiere San Rocco (sconsacrata).
- chiesa di San Rocco, quartiere San Rocco (diruta).
- chiesa di San Giovanni, quartiere San Giovanni (in via di lento restauro).
- Chiesa di Gesù e Maria, quartiere San Michele (diruta).
- chiesa di San Biagio, contrada Gazzàni.
- chiesa di Santa Maria di Loreto e Santa domenica, frazione Cucco.

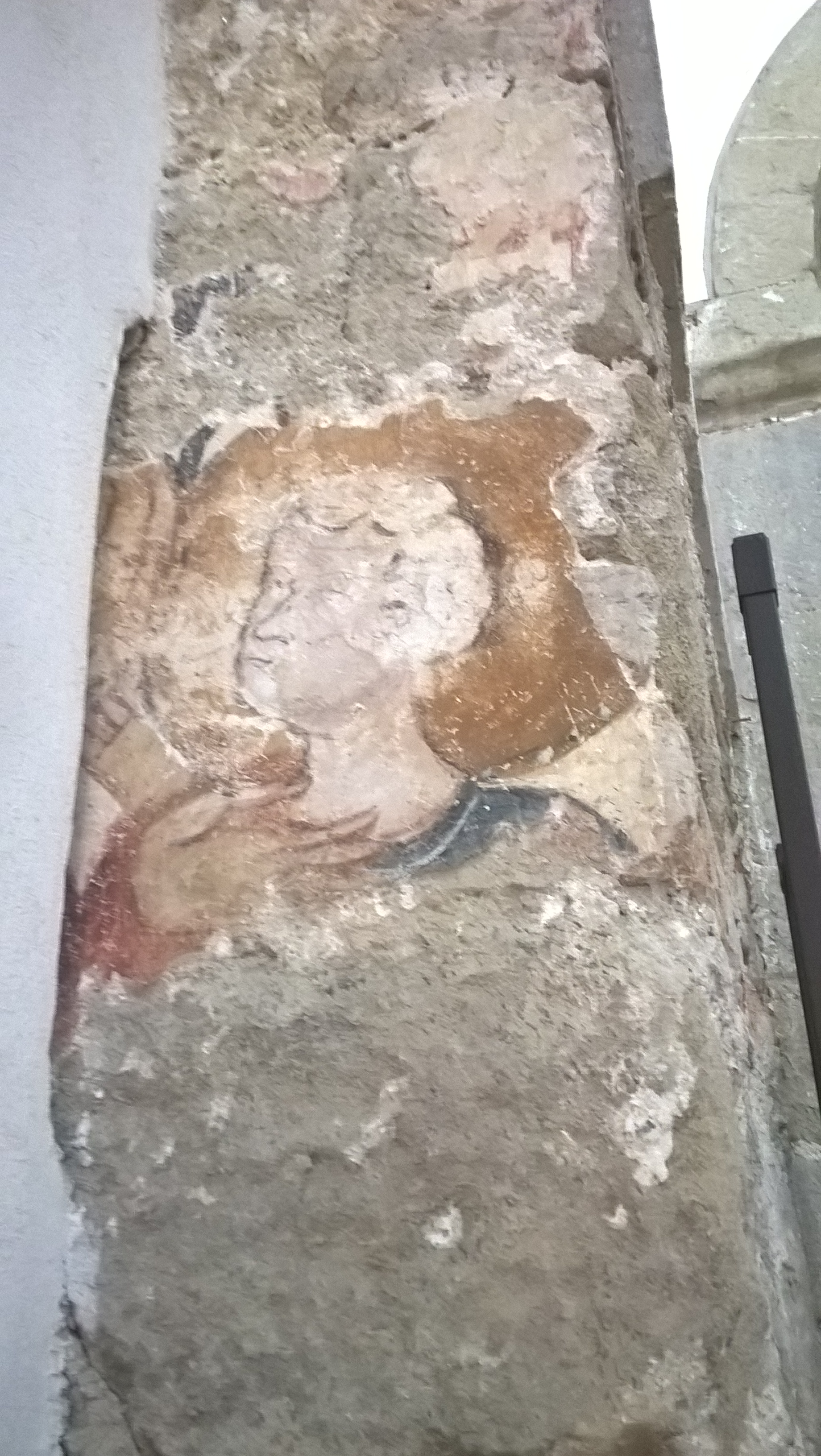
Particolare degli antichi affreschi del XII secolo riemersi da sotto gli intonaci

## Galleria d'immagini

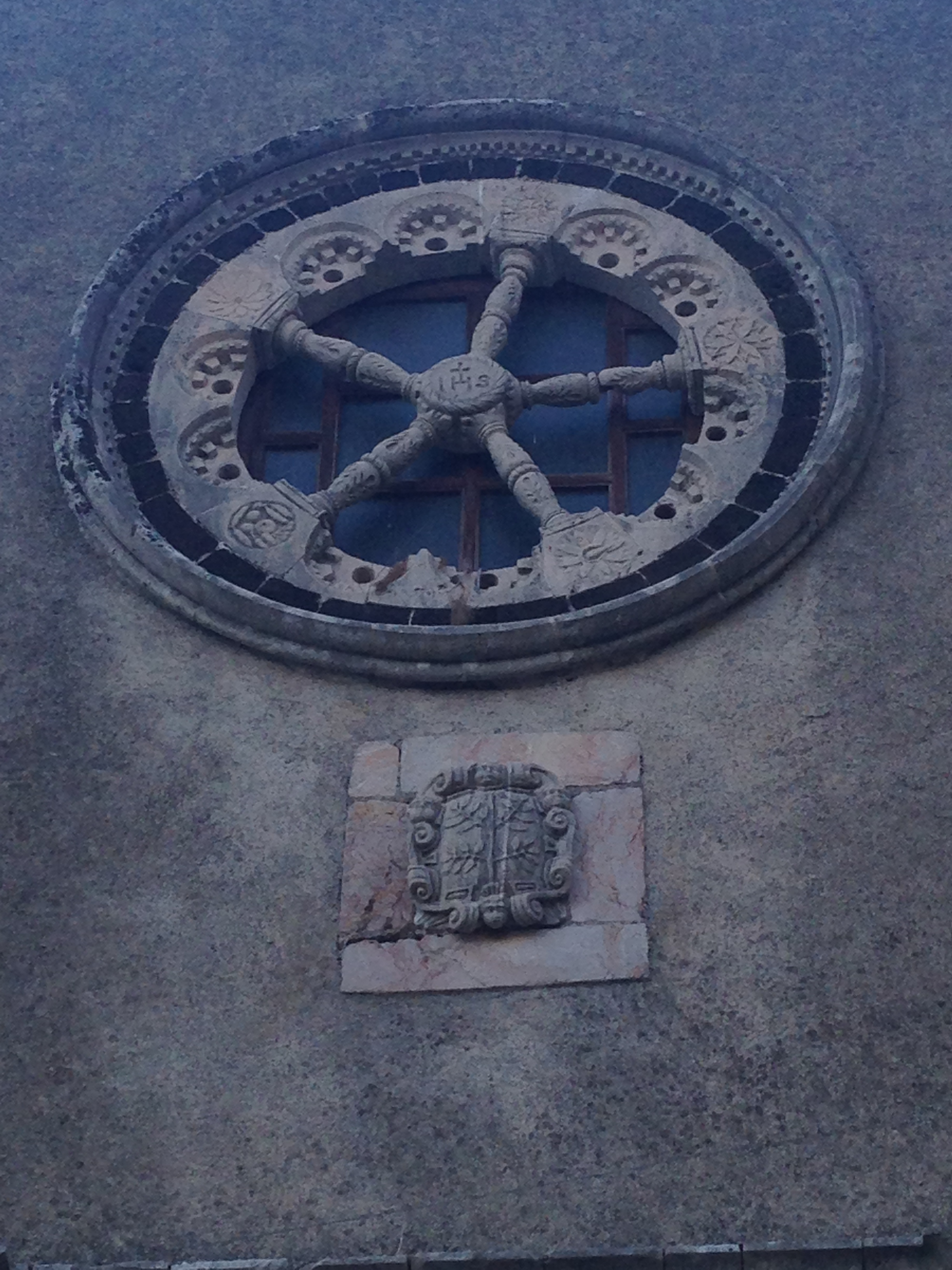
Rosone quattrocentesco, opera di artisti locali
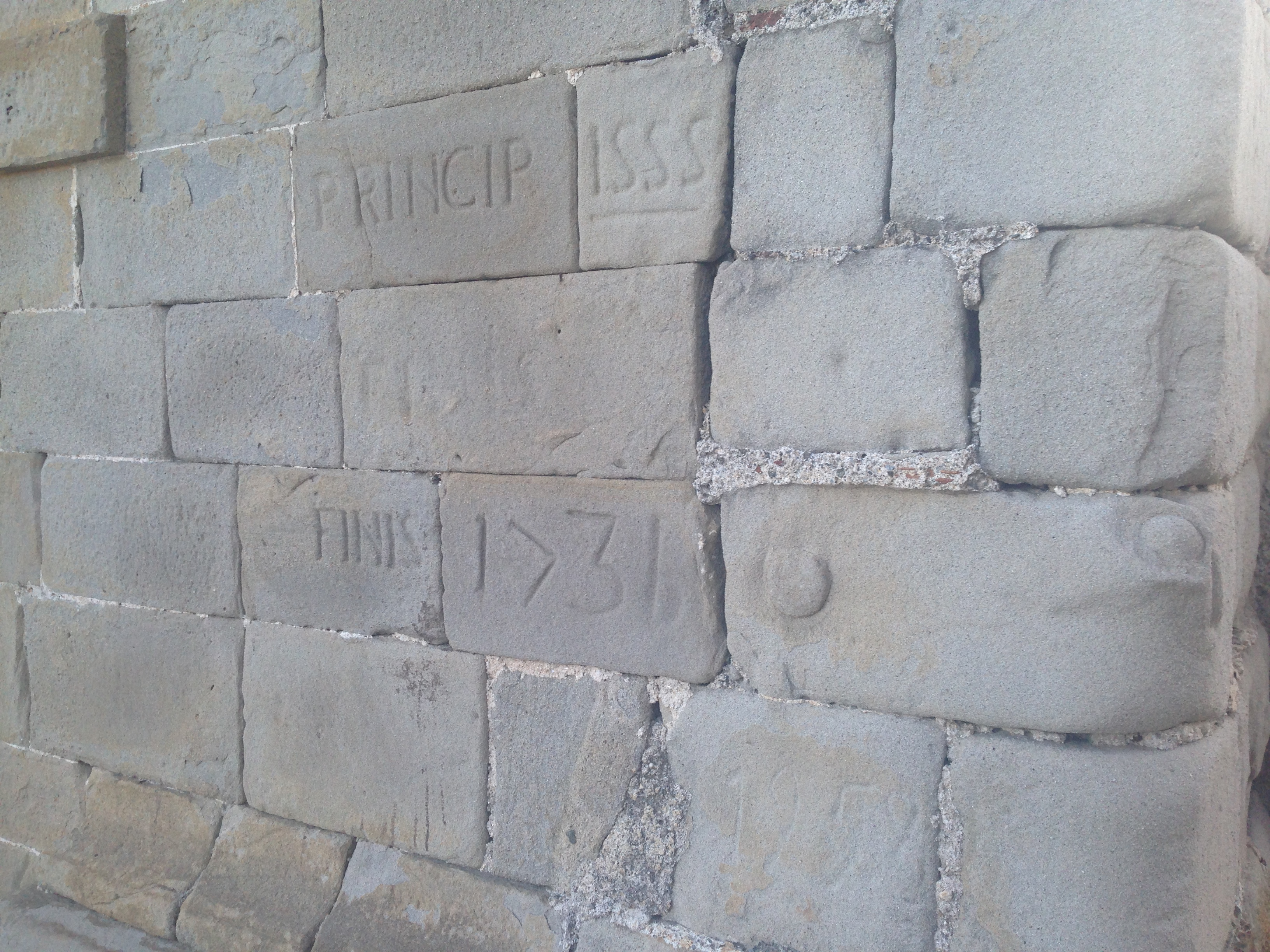
Date di inizio e fine costruzione del campanile (1555-1736)